# Sermersooq
Sermersooq este o municipalitate în Groenlanda. A luat naștere în 2009 prin unirea fostelor municipalități Ammassalik, Ittoqqortoormiit, Ivittuut, Nuuk și Paamiut. Reședința sa este localitatea Nuuk.